# Rosa iberica
Rosa iberica är en rosväxtart som beskrevs av John Stevenson. Rosa iberica ingår i släktet rosor, och familjen rosväxter.

## Underarter
Arten delas in i följande underarter:
- R. i. anatolica
- R. i. iberica